# Нехотово
Нехотово — деревня в Грязовецком районе Вологодской области.
Входит в состав Комьянского муниципального образования, с точки зрения административно-территориального деления — в Ведерковский сельсовет.
Расстояние до районного центра Грязовца по автодороге — 43 км, до центра муниципального образования Хорошево по прямой — 16 км. Ближайшие населённые пункты — Кашино, Вольное-Сырищево, Барское-Сырищево.
По переписи 2002 года население — 3 человека.
Бывшая усадьба Мелсина.